# Библиотечка класификација
Библиотечка класификација је систем организације материјала у библиотеци; књига, звучних и видео записа, електронског материјала - на полицама, у каталозима и индексима. Свакој ставци је додељен број који означава њену локацију у оквиру система. Материјал може бити организован по више основа; хијерархиски на основу теме или систем фасетне класификације који омогућује вишеструке класификације објекта омогућујући класификовање објекта на више различитих начина.

## Кратак опис
Библиотечка класификација је важан и круцијалан део у дисциплини библиотека и информациона наука. Разликује се од научне класификације у томе да је превасходни циљ да се пружи корисна организација докумената а не теоретска организација знања. Мада има практичну сврху физичке организације докумената, у принципу се гледа да буде у складу са општеприхваћеним научним нормама. Библиотечка класификација помаже да се сва ново објављена литература распореди у постојећим редоследима по старешинском принцпипу (од старије ка новијој).

## Класификациони системи
Према својој структури могу да се сврстају у две групе и то су: хијерархијски и аналитичко-синтетички. Хијерархијски класификациони системи су у основи стручних каталога. Аналитичко-синтетички класификациони системи су у основи предметних каталога. 

### Примена
библиотечка класификација је вишеструка, а од посебног је значаја за: 
1. распоред грађе на полицама у смислу стручног распореда;
2. распоред информација о забележеном знању у каталогу, односно за организацију и презентацију информација у базама података;
3. класификовање радова у часописима и библиографијама;
4. поступак претраживања информација.

Библиотечка класификација подразумева идентификацију садржине одређене публикације, затим њено превођење на неки од класификационих језика и укључивање у одговарајуће стварне каталоге тј. базе података.